# Liste des monuments historiques protégés en 1847
Cet article recense les monuments historiques français classés en 1847.

## Protections
| Édifice              | Commune           | Département    | Région        | Protection | Base Mérimée                         | Coordonnées                      | Image |
| -------------------- | ----------------- | -------------- | ------------- | ---------- | ------------------------------------ | -------------------------------- | ----- |
| Église Saint-Hilaire | Jussy             | Moselle        | Grand Est     | classé     | « PA00106792 », notice no PA00106792 | 49° 06′ 03″ nord, 6° 04′ 48″ est |       |
| Église Saint-Rémy    | Ferrières-en-Brie | Seine-et-Marne | Île-de-France | classé     | « PA00086960 », notice no PA00086960 | 48° 49′ 12″ nord, 2° 42′ 27″ est |       |
| Grange aux dîmes     | Provins           | Seine-et-Marne | Île-de-France | classé     | « PA00087206 », notice no PA00087206 | 48° 33′ 48″ nord, 3° 17′ 15″ est |       |